# بولينج بعشرة دبابيس
البولينج ذو العشرة دبابيس هو نوع من البولينج يقوم فيه اللاعب بدحرجة كرة البولينج أسفل ممر خشبي أو اصطناعي باتجاه عشرة دبابيس موضوعة بالتساوي في أربعة صفوف في مثلث متساوي الأضلاع. الهدف هو إسقاط جميع المسامير العشرة في اللفة الأولى للكرة (ضربة)، أو في حالة الفشل في ذلك، في اللفة الثانية (احتياطية). في حين أن معظم الناس يتعاملون مع لعبة البولينج الحديثة ذات العشرة دبابيس باعتبارها هواية ترفيهية بسيطة، فإن أولئك الذين يمارسون البولينج بشكل تنافسي، وخاصة على أعلى المستويات، يعتبرونها رياضة متطلبة تتطلب الدقة والمهارة.
تنتهي منطقة الاقتراب التي يبلغ طولها 15 قدمًا (5 أمتار) تقريبًا والتي يستخدمها اللاعب لنقل السرعة وتطبيق التدوير على الكرة في خط كريه. الممر الذي يبلغ عرضه 41.5 بوصة (105 سم) وطوله 60 قدمًا (18 مترًا) يحده على طوله مزاريب (قنوات) تجمع الكرات الضالة. يحد الشكل الطويل والضيق للممر من مسارات الكرة ذات الخطوط المستقيمة بزوايا أصغر من الزوايا المثالية لتحقيق الضربات. وفقًا لذلك، يقوم لاعبو البولينج بتدوير جانبي لربط الكرة في الدبابيس لزيادة احتمالية الضرب.
يتم تطبيق الزيت على الثلثين الأولين تقريبًا من طول الممر للسماح بمساحة "انزلاق" للكرة قبل أن تواجه الاحتكاك والخطافات. يتم تطبيق الزيت بأطوال وأنماط تخطيطية مختلفة، خاصة في اللعب الاحترافي والبطولات، لإضافة التعقيد وتنظيم التحدي في الرياضة. خاصة عندما تقترن بالتطورات التكنولوجية في تصميم الكرة منذ أوائل التسعينيات، فإن أنماط الزيت الأسهل الشائعة في لعبة البولينج في الدوري تمكن العديد من لاعبي البولينج في الدوري من تحقيق درجات تنافس تلك الخاصة بلاعبي البولينج المحترفين الذين يجب عليهم اللعب على أنماط أكثر صعوبة - وهو التطور الذي تسبب في جدل كبير.